# Алмали (станція метро)
43°15′06″ пн. ш. 76°56′49″ сх. д. / 43.25167° пн. ш. 76.94694° сх. д.
«Алмали» (каз. Алмалы) — проміжна станція першої лінії  Алматинського метрополітену. Розташована між станціями  «Жибек Жоли» і «Абай».
Відкрита 1 грудня 2011 у складі черги «Райимбек батир» - «Алатау».

## Вестибюлі і пересадки
Входи-виходи в підземний вестибюль розташовані на східній стороні перехрестя вулиці Панфілова з вулицею Карасай батир.
Станція розташована під вулицею Фурманова між вулицями Богенбай батир і Кабанбай батир.
Обслуговує театр опери та балету імені Абая, готель «Алмати», управління національної залізничної компанії «Казахстан Темир Жолы», магазини, кафе, житлові будинки.

## Технічна характеристика
Конструкція станції — пілонна трисклепінна  (глибина закладення — 30 м) відстань між коліями 25 м. Складається з трьох залів — центрального і двох бічних, які утворюють загальну острівну платформу шириною 19,8 м, довжиною 104 м. Похилий хід чотиристрічковий, висотою підйому 29,0 м, довжиною 58,0 м.

## Оздоблення
Стіни станції оздоблені мармуровою мозаїкою, малюнок якої утворює національний орнамент. Джерелами освітлення є декоративні люстри і світильники, розташовані над карнизами з нержавіючої сталі. Арки проходів і плінтуси — мармур коричневого кольору. Підлога викладена гранітними плитками. У торці платформи розташоване художньо-тематичне вітражне панно з штучним підсвічуванням. У панно закладена ідея стародавнього міста і квітучого саду. Композиція складається з трьох частин: права частина — цвітіння саду з обрисами стародавнього міста Алмали. Ліва частина — дозрівання плодів з силуетом каравану. Центральна частина — яблуня з плодами, як символ родючості, древа життя і благоденства. 